# Cantonul Luzech
Cantonul Luzech este un canton din arondismentul Cahors, departamentul Lot, regiunea Midi-Pyrénées, Franța.

## Comune
- Albas
- Anglars-Juillac
- Bélaye
- Caillac
- Cambayrac
- Carnac-Rouffiac
- Castelfranc
- Douelle
- Luzech (reședință)
- Parnac
- Saint-Vincent-Rive-d'Olt
- Sauzet
- Villesèque